# Walter Jagusch
Walter Jagusch (* 3. September 1912 in Berlin; † 6. Dezember 1981 in Coppenbrügge) war ein deutscher Jurist und SS-Hauptsturmführer, tätig im Reichssicherheitshauptamt (RSHA) und Chef der Gestapo in Riga.

## Leben
Der Sohn eines Hoteliers gab an, 1932 von den Pfadfindern zur Hitlerjugend gewechselt zu haben. Zum 1. Januar 1933 trat er in die NSDAP ein (Mitgliedsnummer 1.436.742). Er studierte in Berlin Rechtswissenschaften und legte 1935 sein Referendarprüfung und 1936 seine Assessorprüfung ab. Bis 1939 tat Jagusch Dienst bei der Staatsanwaltschaft des Landgerichtes Berlin-Moabit. Im Februar 1939 wechselte Jagusch zum Geheimen Staatspolizeiamt. Dort war er im „Referat II B3 Emigranten“ für die Überwachung von Menschen zuständig, welche aus dem nationalsozialistischen Deutschen Reich ausgewandert waren.
Mit der Gründung des RSHA wurde ihm die Leitung des „Referates IV A5 Emigranten“ übertragen; im Februar 1940 zusätzlich die sogenannten Judenangelegenheiten und damit die Aufsicht über die Reichsvereinigung der Juden in Deutschland. Ende 1940 wurde Jagusch Leiter der Gestapo in Straßburg beim Befehlshaber der Sicherheitspolizei und des SD (BdS).
Im August 1942 wurde er Leiter der Gestapo in Riga unter dem neu ernannten BdS Humbert Achamer-Pifrader. In den Archiven erscheint Jagusch im Zusammenhang mit einem Streit zwischen Ostminister Alfred Rosenberg und dem Reichsführer SS, Heinrich Himmler, über Eigentum, welches Juden geraubt wurde. Der Reichskommissar für das Ostland, Hinrich Lohse, wollte die Konfiszierungen der Einsatzgruppen der Sicherheitspolizei und des SD unterbinden. Diese raubten die „für die notdürftige persönliche Lebensführung“ nicht unbedingt erforderlichen Gegenstände der Juden. Am 8. September 1941 war im Büro des Gebietskommissars von Schaulen in Litauen ein Hauptmann Stasys Senulis aufgetreten und hatte im Namen von SS-Standartenführer Karl Jäger vom Einsatzkommando 3 verlangt, dass die örtlichen Bürgermeister das gesamte aus jüdischem Besitz stammende Gold und Silber abliefern sollten. Lohse sprach beim Höheren SS- und Polizeiführer, Hans-Adolf Prützmann, vor und erklärte, dass die Beschlagnahmung in das Ressort von Rosenberg fallen würde. Das Dokument einer vierstündigen Unterredung zwischen Rosenberg und Himmler erwähnt „Kleinlichkeit des Reichsführers Lohse“ und „lächerliche Beschwerden“ eines Generalkommissars Wilhelm Kube über die „Sicherstellung des notwendigen Bedarfs für SS und Polizei“. Jagusch gestand als Vertreter Himmlers am 13. Oktober 1941 den Zivilbehörden (gemeint ist Einsatzstab Reichsleiter Rosenberg) die Verfügungsgewalt über das jüdische Eigentum zu, insistierte aber, es gäbe einen Führererlass (welchen auch Kube nie zu Gesicht bekam), nach dem der SS in allen jüdischen Angelegenheiten eine „gesetzgeberische Federführung“ vorbehalten bliebe.
Jagusch leitete in Riga die Gestapo, als am 28. Oktober 1942 einige „Untergrundkämpfer“ bei der Flucht aus dem Ghetto Riga entdeckt und größtenteils unverzüglich erschossen wurden. Anschließend veranlasste die Sicherheitspolizei Strafaktionen gegen Ghettoinsassen. Noch am 28. Oktober 1942 wurden zahlreiche Gefangene des Ghettos als Geiseln genommen und drei Tage später 108 von ihnen ermordet. Zur Partisanenbekämpfung hatte Jagusch im Frühjahr 1943 das Kommando über eine Einsatzgruppe in Bataillonsstärke aus Menschen aus dem Machtbereich der UdSSR. Im Mai 1943 wurde Jagusch als SS-Untersuchungsführer beim SS- und Polizeigericht zum BdS ins CdZ-Gebiet Lothringen befohlen, wo er bis zur Kapitulation der Wehrmacht tätig war.
Nach Kriegsende tauchte er zunächst in Thüringen unter und arbeitete nach 1946 in Detmold als Assessor. 1952 erhielt Jagusch eine Zulassung als Anwalt und ließ sich in Bielefeld als Rechtsanwalt nieder. Mehrere Ermittlungsverfahren gegen ihn verliefen ergebnislos. 1975 verwechselte Franz Josef Strauß Jagusch mit seinem Namensvetter Heinrich Jagusch.